# Mirbel
Mirbel é uma comuna francesa na região administrativa de Grande Leste, no departamento de Haute-Marne. Estende-se por uma área de 6,08 km². Em 2010 a comuna tinha 43 habitantes (densidade: 7,1 hab./km²).